# Łypoweć (obwód kijowski)
Łypoweć (ukr. Липовець) – wieś na Ukrainie, w obwodzie kijowskim, w rejonie obuchowskim, w hromadzie Kaharłyk. W 2001 liczyła 552 mieszkańców, spośród których 535 wskazało jako ojczysty język ukraiński, a 17 rosyjski.